# إثنان للطريق (لوست)
"إثنان للطريق" (بالإنجليزية: Two for the Road) هي الحلقة العشرون من الموسم الثاني من مسلسل الدراما الأمريكي لوست، والحلقة الخامسة والأربعون من المسلسل ككل. كُتبت الحلقة من قبل المشرف على الإنتاج إليزابيث سارنوف، والمنتجة كريستينا م. كيم، وأخرجها بول إدواردز. عُرضت لأول مرة في الولايات المتحدة في 3 مايو 2006 على شبكة ABC. في هذه الحلقة، تكشف المشاهد الاسترجاعية (الفلاشباك) المزيد عن ماضي آنا لوسيا، بينما في أحداث الحاضر، تحاول آنا لوسيا الحصول على سلاح لقتل هنري، ويعود مايكل إلى بقية الناجين.
حظيت حلقة "اثنان على الطريق" باستقبال إيجابي بشكل عام من النقاد، الذين صُدموا بمقتل كل من آنا لوسيا وليبي. كانت الممثلتان ميشيل رودريغيز وسينثيا واتروس قد تعرضتا لاتهامات بقيادة السيارة تحت تأثير الكحول قبل عدة أشهر من عرض الحلقة، لكن المنتجين أكدوا لاحقًا في عدة مقابلات أن وفاتهما كانت مخططة منذ أكثر من عام. بلغ عدد مشاهدي الحلقة في الولايات المتحدة 15.03 مليون مشاهد، وهو ما يمثل انخفاضًا مقارنةً بتقييمات العام السابق. وقد ترشحت كل من إليزابيث سارنوف وكريستينا م. كيم لجائزة نقابة كتّاب أمريكا (WGA) لأفضل كتابة في مسلسل درامي عن هذه الحلقة.

## القصة

### الفلاشباك
تبدأ الفلاشباك مباشرة بعد قيام آنا لوسيا كورتيز (ميشيل رودريغيز) بإطلاق النار على جيسون (آرون غولد) في حلقة "تصادم". وعند وصولها إلى مركز الشرطة في اليوم التالي، تبدأ والدتها تيريزا كورتيز (ريتشل تيكوتين) بالشك في تصرفاتها وتستجوبها، مما يدفع آنا لوسيا إلى الاستقالة من عملها في الشرطة. لاحقًا، أثناء عملها في أحد المطارات، تلتقي آنا برجل يدعى كريستيان شيبارد (جون تيري)، الذي يعرض عليها العمل كحارسة شخصية له خلال رحلته إلى أستراليا. في إحدى الليالي، ترافقه إلى منزل مجهول، حيث يطرق الباب وهو مخمور ويطالب برؤية ابنته من امرأة شقراء (غابرييل فيتزباتريك). ومع تصاعد الجدال، تتدخل آنا لوسيا وتسحب كريستيان إلى السيارة. في النهاية، تسأم آنا لوسيا من تصرفات كريستيان وتهجره في أحد الحانات، حيث يلتقي كريستيان لفترة وجيزة بـ"سوير" عندما يفتح باب سيارته. بعد ذلك، تذهب آنا إلى المطار، حيث تستعد لركوب الرحلة 815، وتتصل بوالدتها للاعتذار وإخبارها بأنها ترغب في تصحيح الأمور. ترد عليها تيريزا قائلة إنها ستكون بانتظارها في لوس أنجلوس.

### على الجزيرة
في الوقت الحاضر، تبدأ آنا لوسيا باستجواب هنري غيل داخل المخبأ، لكنه يباغتها بهجوم مفاجئ، ولم يتوقف إلا عندما قام جون لوك (تيري أوكوين) بضربه وإفقاده الوعي. يسأل لوك هنري عن سبب مهاجمته لآنا لوسيا، بينما لم يحاول إيذاءه هو شخصيًا، فيجيبه هنري قائلاً إن لوك "من الناس الطيبين". ورغم أن ليبي (سينثيا واتروس) تنصح آنا لوسيا بعدم السعي للانتقام من هنري، إلا أنها تبقى مصممة وتطلب من جيمس "سوير" فورد (جوش هولواي) إعطاءها مسدسًا، لكنه يرفض. تعود إليه مجددًا، وحين يرفض إعطاءها السلاح مرة أخرى، تغريه وتمارس الجنس معه، مستغلة الفرصة لسرقة مسدسه. في هذه الأثناء، يعود كل من جاك شيبارد (ماثيو فوكس) وكيت أوستن (إيفانجلين ليلي) ومعهما مايكل داوسون (هارولد بيرينو). يستيقظ مايكل ويخبر الجميع في المخبأ أنه تتبع "الآخرين"، واكتشف أنهم يعيشون في ظروف أسوأ من الناجين. كما يقول إنه بمجرد أن يتعافى، سيقوم بتنظيم مهمة إنقاذ لاستعادة ابنه والت لويد (مالكولم ديفيد كيلي). عندما يبدأ لوك وجاك بالتخطيط لإنقاذ والت، يدركان أنهما بحاجة إلى المزيد من الأسلحة، لذا يتوجهان إلى سوير، ليكتشف الأخير أن آنا لوسيا قد سرقت مسدسه. في مكان آخر، يخطط هيوغو "هيرلي" رييس (خورخي غارسيا) لنزهة رومانسية مع ليبي، لكنه يضيع الطريق ويعود بهما إلى الشاطئ حيث يعيش الناجون. عندها، يدرك أنه نسي إحضار بطانية، فتقترح ليبي العودة إلى المخبأ لجلب واحدة. كما تخبره أن عليه طلب بعض النبيذ من روز وبرنارد لجعل النزهة أكثر رومانسية، وهو اقتراح يلقى إعجاب هيرلي. في هذه الأثناء، داخل المخبأ، يسأل مايكل آنا لوسيا عما يجري، فتشرح له الوضع: سوير يمتلك جميع الأسلحة، وجاك ولوك وكيت غادروا لاستعادتها، وهنري محتجز داخل غرفة الأسلحة. تخبره أيضًا أن هنري حاول قتلها في وقت سابق من اليوم، لكنها لم تستطع الضغط على الزناد لقتله. يقدم مايكل نفسه للقيام بذلك بدلًا عنها، فتعطيه المسدس، لكنه يلتفت فجأة ويطلق النار عليها، قاتلًا إياها على الفور. بعد لحظات، تصل ليبي إلى المخبأ تحمل البطانيات، لكن ظهورها المفاجئ يُربك مايكل، فيطلق النار عليها دون تفكير. ثم، وبدلًا من إطلاق النار على هنري، يذهب مايكل إلى غرفة الأسلحة ويطلق النار على نفسه في ذراعه.

## الإنتاج

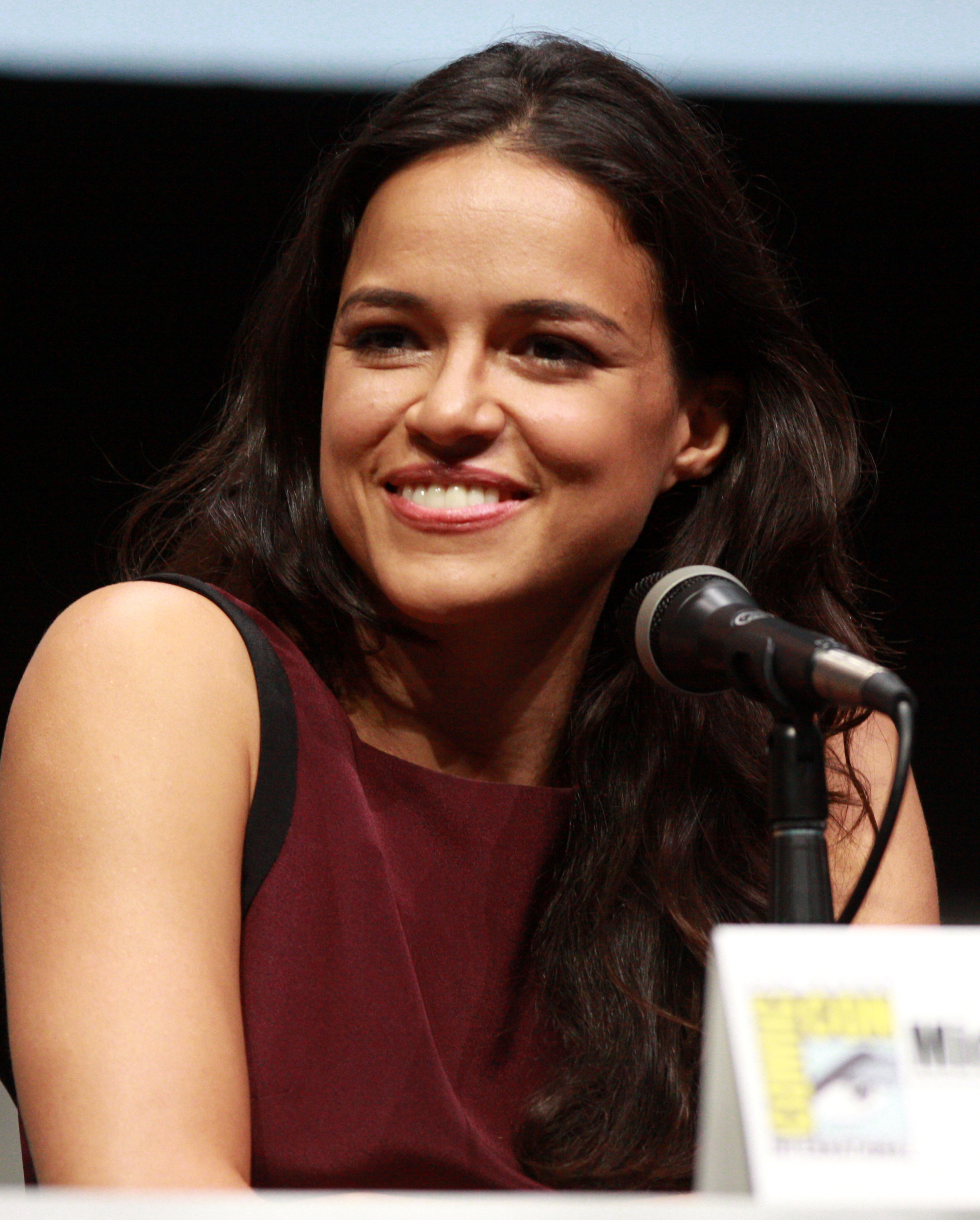
نفى المنتجون الشائعات التي أشارت إلى أن مقتل آنا لوسيا بسبب سلوك ميشيل رودريغيز.

### التصوير
كانت "إثنان للطريق" ثاني حلقة في المسلسل يُخرجها بول إدواردز، حيث سبق له إخراج الحلقة "ما فعلته كيت".
تم تصوير مشاهد الحلقة في عدة مواقع مختلفة داخل جزيرة أواهو حيث تم تصوير سطح مبنى "دول كانيري" ليبدو وكأنه سطح قسم شرطة لوس أنجلوس. وتم تعديل مطبخ مركز مؤتمرات هاواي ليُستخدم كمشرحة داخل المسلسل. كما تم استخدام نفس المركز في تصوير مشاهد المطار. الحانة التي زارها كريستيان شيبارد في الفلاشباك هي مطعم Fisherman’s Wharf في ميناء كيوالو باسن. بينما مشهد غرفة آنا لوسيا في الفندق تم تصويره في فندق Renaissance Ilikai Waikiki. أما المشاهد على الشاطئ، فقد تم تصويرها كالعادة على شاطئ Papa’iloa Beach في أواهو.

### التمثيل
أثارت وفاة آنا لوسيا وليبي تكهنات بأنهما قُتلتا في المسلسل بسبب توقيف الممثلتين ميشيل رودريغيز وسينثيا واتروس بتهمة القيادة تحت تأثير الكحول، وذلك خلال فارق زمني لم يتجاوز 15 دقيقة يوم 1 ديسمبر 2005. واتروس أقرت بالذنب، ودُفعت غرامة 370 دولارًا، وتم تعليق رخصة قيادتها لمدة 90 يومًا. أما رودريغيز، فقد أنكرت التهمة في البداية، لكنها أقرت بالذنب في أبريل 2006، وصدر بحقها حكم بالسجن خمسة أيام في سجن أواهو، لكنها قضت 65 ساعة فقط بسبب الاكتظاظ في السجن.
في فبراير 2006، نشرت مجلة US Weekly تقريرًا يشير إلى أن منتجي المسلسل كانوا محبطين من سلوك رودريغيز وقرروا التخلص من شخصيتها. في 2023، ذكرت مورين رايان ادعاءات عن بيئة عمل سامة خلقها دامون ليندلوف وكارلتون كيس، وأكد مصدر من فريق كتابة الموسم الثاني أن طرد رودريغيز جاء بسبب اعتقالها في ديسمبر 2005. كما ورد أن فريق الكتابة قام بتعليق صور اعتقال رودريغيز وواتروس على الحائط للسخرية من الموقف.
بعد البث الأولي لحلقة "إثنان للطريق" في مايو 2006، أخبر الكاتبان دامون ليندلوف وكارلتون كيس مجلة "TV Guide" أنهما عند التحدث مع ميشيل رودريغيز حول دور آنا لوسيا، قالت إنها ستكون مهتمة بالدور، ولكن لمدة عام واحد فقط. بعد الاجتماع معها، أعجب الاثنان بطاقتها الكبيرة، وقررا تعديل خطتهما لجعل شخصيتها تستمر لموسم واحد فقط. لاحقًا، في بودكاست عام 2020، صحح ليندلوف هذا الكشف وأوضح أن رودريغيز أعربت عن رغبتها في الاستمرار في الدور بعد انتهاء عقدها لموسم واحد في منتصف الموسم (بعد فترة قصيرة من تهم القيادة تحت تأثير الكحول)، لكنه أخبرها بأنهم كانوا قد خططوا بالفعل لقصة وفاة شخصيتها. ومع ذلك، في مقابلة في ديسمبر 2006، ذكرت رودريغيز سابقًا أنها أُخبرت قبل أسبوعين من تصوير الحلقة أن شخصيتها ستُقتل. وأعربت عن صعوبة إبقاء هذا الأمر سرًا عن طاقم الممثلين الذين كانوا يناقشون حبكاتهم للموسم القادم خلال هذين الأسبوعين.
ادعى ليندلوف أنه يتذكر أنه بعد اكتشافهم أن رودريغيز وواتروس قد تورطتا في قضايا القيادة تحت تأثير الكحول، أعرب عن قلقه من أن يبدو قتل آنا وليبي بمثابة محاولة من المنتجين لإيصال رسالة تقول "لا تقودوا وأنتم في حالة سكر!"، حتى أنه فكر في إعادة كتابة النص لتجنب هذا الانطباع، لكن المنتجين قرروا الإبقاء على القصة كما هي. كما نفى ليندلوف الشائعات التي تقول إن رودريغيز قُتلت شخصيتها لأنها كانت صعبة التعامل، مؤكدًا أن ميشيل كانت "محترفة تمامًا وتتعامل بشكل جيد مع جميع الممثلين الآخرين". وفقًا لما ذكره ليندلوف وكيس، كانت واتروس حزينة جدًا بسبب قتل شخصية ليبي، وشعر المنتجون بالأسف تجاهها، لذا ساعدوها في الحصول على دور في مسلسل تجريبي على شبكة CBS بعنوان حياتي السابقة، على الرغم من أن الشبكة لم تبثه.

### الكتابة
كُتبت هذه الحلقة بواسطة إليزابيث سارنوف وكريستينا م. كيم، وهي الحلقة الثالثة التي كتبها الاثنان معًا. في نسخة مبكرة من النص، كانت هناك مشهد محرج لكن ودي بين آنا لوسيا وكيت. تم استعارة هذا المشهد من مشهد محذوف بين ليبي وكلير (إيميلي دي رافين). تم التخلي عن هذه الفكرة مرة أخرى، ولكن تم إعادة صياغتها لاحقًا كتفاعل بين كيت وأليكس روسو (تانيا ريموند) حول فستان أليكس في حلقة الموسم الثالث بعنوان "راقصة الباليه الزجاجية".
كان استقبال الجمهور لشخصية آنا لوسيا سلبيًا، لذا قرر المنتجون قتل ليبي إلى جانب آنا لوسيا لإثارة التعاطف. ومع ذلك، صُممت شخصية رودريغيز منذ البداية كـ"شخصية يُحب أن يكرهها الجمهور"، كما أشار كيس في بودكاست نوفمبر 2005. ووصف ليندلوف دور الشخصية المتعمد بأنها "شخصية غير مرغوب فيها في مجتمعنا لبعض الوقت" نتيجة لوفاة شانون (ماغي غريس) واندماجها في معسكر الناجين.
بحلول الوقت الذي قرروا فيه إنهاء قصة شخصية رودريغيز، كان المنتجون قد تخلوا أيضًا عن خططهم لقصة الحب بين شخصيتها وجاك (ماثيو فوكس) كجزء من مثلث حب مع كيت وسوير. حاولوا إعادة صياغة القصة مع جولييت (إليزابيث ميتشل)، لكن بعد حلقة "المرأة الأخرى"، شعر ليندلوف أن العلاقة كانت مصطنعة وأنهاها أيضًا.
خطط المنتجون في البداية لإعادة واتروس كضيفة متكررة، لسرد قصة ليبي بطريقة غامضة بعد وفاتها. ومع ذلك، بعد أن أكملت التزاماتها التعاقدية، لم تعد واتروس في المواسم اللاحقة. تم التخلي عن حل قصة شخصيتها في الموسم الرابع بسبب إضراب نقابة كتاب أمريكا 2007-2008، حيث كان من المقرر في الأصل أن تظهر في حلقتين إضافيتين بعد ظهورها كضيف شرف. كما منعت تعارضات الجدولة المزعومة عودتها في الموسم الخامس.
كانت واتروس متاحة وعادت للموسم السادس والأخير في حلقتين (ما يعادل الحلقات المتبقية التي كان من المقرر أن تعود لها في الموسم الرابع قبل الإضراب). ومع ذلك، كانت عودتها بشكل غير تقليدي. بسبب فرضية "الخط الزمني البديل" في الموسم السادس (التي كُشف لاحقًا أنها "استيقاظ" الشخصيات من عالم البرزخ)، تم التخلي عن تنسيق الفلاشباك، مما يعني أن قصة خلفية شخصيتها لم تعلن بعد وفاة ليبي، التي صورت في حلقة "إثنان للطريق".

## الإستقبال
شاهد حلقة "إثنان للطريق" 15.03 مليون مشاهد أمريكي، وهو عدد أقل بـ 1.5 مليون مقارنة بمعدلات المشاهدة في العام السابق. تلقّت الحلقة تقييمات إيجابية بشكل عام من النقاد. كتب س. ك. سامبل من موقع "TV Squad" أن الحلقة كانت "حلقة رائعة استمتعت بها تمامًا"، على الرغم من أنه شعر "بالأسف لسوير وهيوغو". كما أضاف سامبل أنه على الرغم من أنه توقع أن آنا لوسيا وليبي ستموتان، إلا أن ما أثار دهشته هو "من أطلق النار عليهما". من جهته، كتب ماك سلوكم من موقع "Filmfodder.com" أن الحلقة تضمنت "أكبر... مفاجأة... على الإطلاق". وأضاف سلوكم أنه إذا لم تكن قد شاهدت الحلقة، "فأنت في انتظار مفاجأة كبيرة"، ووصف عمليتي القتل بأنها "مذهلة". كما وصف سلوكم آنا لوسيا بأنها "ملكة الدراما". وأعرب عن اعتقاده أن وفاة ليبي كانت "واحدة من أكثر الأشياء المأساوية التي شهدناها"، وقال إنها "تعادل سلاحًا نوويًا يقضي على جميع الشخصيات في نهاية مسلسل MAS*H". منح موقع "Television Without Pity" الحلقة درجة B+. تم ترشيح المنتجة المنفذة إليزابيث سارنوف والمنتجة كريستينا م. كيم لجائزة نقابة كتاب أمريكا (WGA) لأفضل دراما متسلسلة في حفل فبراير 2007 عن كتابتهما لهذه الحلقة.